# 육조대사법보단경 권중
육조대사법보단경 권중(六祖大師法寶壇經 卷中)은 충청북도 단양군 영춘면, 구인사에 있는 조선시대의 불경이다. 2011년 2월 1일 충청북도의 유형문화재 제319호로 지정되었다.

## 개요
이 책은 선종(禪宗)의 6대조였던 혜능(慧能)의 수도 과정과 문인들을 위한 설법을 담고 있는 자서전적 일대기로 엄밀한 의미에서는 조사어록(祖師語錄)으로 분류되어야 하지만 해박한 사상과 간결한 문체 때문에 우리나라, 중국, 일본 등에서는 경전과 같은 존숭을 받아오고 있는 1책의 목판본이다.
언해본으로는 1496년(연산군 2)에 간행된 책과 중종 때 간행된 간기 미상의 책이 있어 이 언해본의 단경도 비슷한 시기로 추정된다.
재료는 지본수묵(紙本水墨)이며, 목판본/선장의 형식을 취하고 있다.
규모는 세로 30.4cm, 가로는 20.1cm이다.
앞장 일부가 결실되어 종이를 덧대고 필사하였으나 전체적으로 보존 상태는 양호한 편이다.
육조대사법보단경은 성종이 승하한 후 왕의 명복을 빌기 위해 왕비의 발원으로 간행되어 글자체가 정교하며 한글활자체는 음운 등 조선 초기의 인쇄문화를 알 수 있고, 특히 국어 연구에 귀중한 자료로 평가할 수 있다.

## 참고 자료
- 육조대사법보단경 권중 - 국가유산청 국가유산포털